# PanMáma
PanMáma je český sitcom, který byl vysílán na TV Nova od 26. srpna 2013 do 9. prosince 2013. Předlohou pro seriál je seriál britské televizní stanice BBC Mrs. Brown's Boys. V hlavních rolí účinkují Milan Šteindler, Vanda Hybnerová, Jakub Žáček, Martin Sobotka, Roman Štabrňák nebo Rostislav Novák.

## Synopse
Vdova Jarmila Beranová má celkem pět dětí. Svou neobvyklou domácnost vede pomocí jazyka ostrého jako břitva a chování řeznického psa. U svých dětí jaksi zapomíná na jejich pokročilý věk a stále se je snaží vychovávat a změnit jejich život tvrdou rukou.

## Obsazení

### Hlavní postavy
- Milan Šteindler jako Jarmila Beranová
- Vanda Hybnerová jako Káča Beranová
- Jakub Žáček jako Hugo Beran
- Martin Sobotka jako Honza (Jan) Beran
- Roman Štabrňák jako Marek Beran
- Rostislav Novák jako Děda Beran

### Vedlejší postavy
- Valerie Zawadská jako Valerie
- Vojtěch Záveský jako Luděk
- Zdena Hadrbolcová jako Věra
- Filip Rajmont jako Matouš Beran
- Ladislav Županič jako Doktor
- Tomáš Hanák jako Farář František
- Berenika Kohoutová jako Marie Beranová
- Kateřina Janečková jako Markéta
- David Matásek jako Michal
- Otto Kallus jako Kája Beran

## Seznam dílů
| Č. v seriálu | Název                  | Režie               | Scénář     | Datum premiéry     | Sledovanost |
| ------------ | ---------------------- | ------------------- | ---------- | ------------------ | ----------- |
| 1            | Tohle mámy dělaj       | Jiří Diarmaid Novák | Jiří Vaněk | 26. srpna 2013     | 0,830       |
| 2            | Hloupý Honza           | Jiří Diarmaid Novák | Jiří Vaněk | 2. září 2013       | 0,749       |
| 3            | Bobřík odvahy          | Martin Kopp         | Jiří Vaněk | 9. září 2013       | 0,746       |
| 4            | Tajemství šéfa kuchyně | Martin Kopp         | Jiří Vaněk | 16. září 2013      | 0,854       |
| 5            | Teplo domova           | Jiří Diarmaid Novák | Jiří Vaněk | 23. září 2013      | 0,731       |
| 6            | Živý mrtvý             | Jiří Diarmaid Novák | Jiří Vaněk | 30. září 2013      | 0,710       |
| 7            | Máma švindluje         | Allan Šubert        | Jiří Vaněk | 7. října 2013      | 0,754       |
| 8            | Kateřina Beranová!     | Allan Šubert        | Jiří Vaněk | 14. října 2013     | 0,688       |
| 9            | Mámina pečínka         | Martin Kopp         | Jiří Vaněk | 21. října 2013     | 0,685       |
| 10           | Máma na výletě         | Markéta Nešlehová   | Jiří Vaněk | 28. října 2013     | 0,720       |
| 11           | Psí kusy               | Allan Šubert        | Jiří Vaněk | 4. listopadu 2013  | 0,760       |
| 12           | Večer divů             | Allan Šubert        | Jiří Vaněk | 11. listopadu 2013 | 0,761       |
| 13           | Hypnomáma              | Markéta Nešlehová   | Jiří Vaněk | 18. listopadu 2013 | 0,746       |
| 14           | Prsa na zkoušku        | Markéta Nešlehová   | Jiří Vaněk | 25. listopadu 2013 | 0,793       |
| 15           | Vetřelec               | Allan Šubert        | Jiří Vaněk | 2. prosince 2013   | 0,781       |
| 16           | Konečně spolu          | Allan Šubert        | Jiří Vaněk | 9. prosince 2013   | 0,728       |

## Výroba

### Casting
Na hlavní roli Jarmily Beranové bylo vyzkoušeno mnoha herců s mnoha různými výsledky. Nakonec byl vybrán úspěšný český herec Milan Šteindler. „Na roli paní Beranové byla vyzkoušena hezká řádka herců, vždy s různým výsledkem. Věděli jsme, do jaké polohy by měla být hlavní postava stylizována, aby humor, kterým disponuje, fungoval správně. Dlouho se ale nedařilo najít herce, který by toto splňoval a zároveň by postavě vdechl něco svého. Po vyzkoušení Milana Šteindlera bylo jasné, že se to podařilo, i když sám nevím, jakým receptem toho docílil,“ informoval režisér sitcomu.

### Premiéra
První epizoda měla premiéru 26. srpna 2013 na TV Nova v pondělním prime-time po seriálu Gympl s (r)učením omezeným.